# Otwieracz do butelek

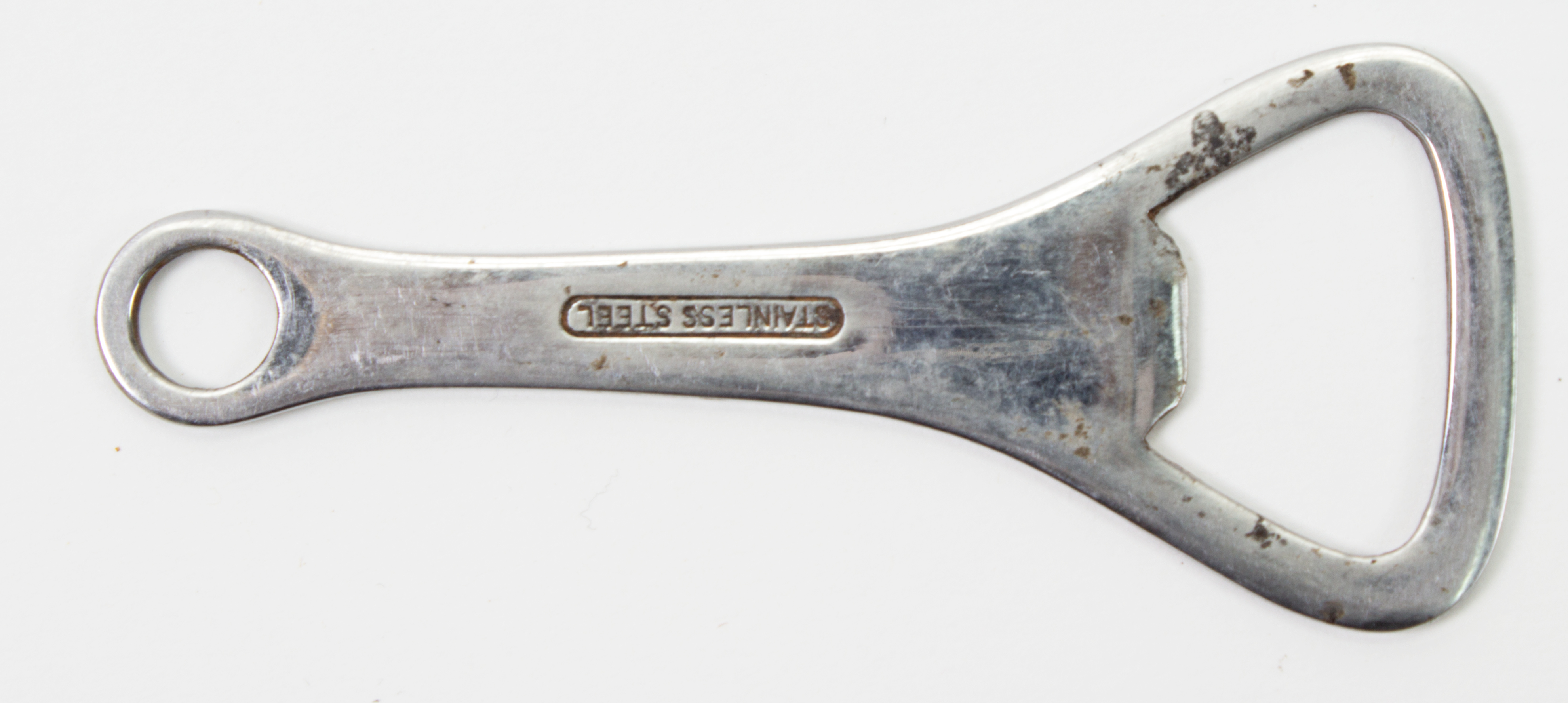
Otwieracz do butelek

Sposób użycia otwieracza do butelek

Otwieracz do butelek – przyrząd służący do otwierania butelek z zamknięciem koronowym (kapslem).

## Historia
Pierwszy otwieracz do butelek opatentował  Alfred Louis Bernardin w 1893. Był to otwieracz, który na stałe przymocowany był do blatu stołu. Bardzo podobny otwieracz ręczny opatentował rok później William Painter - wynalazca zamknięć koronowych na butelki - i do dzisiaj podobne otwieracze do butelek w różnej formie znajdują się w użyciu.

## Sposób użycia
Otwieracz do butelek przykłada się do kapsla w taki sposób, aby górna część otwieracza opierała się na powierzchni kapsla, dolna natomiast była zaczepiona o jego ząbki. Tworzy się w ten sposób rodzaj dźwigni, która przez pociągnięcie rączki otwieracza do góry odchyla i zdejmuje kapsel.

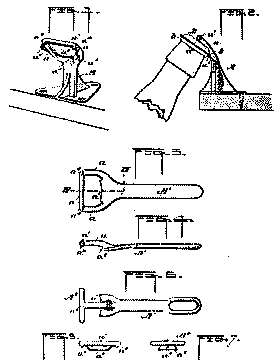
Opatentowany w 1893 stołowy otwieracz Bernardina
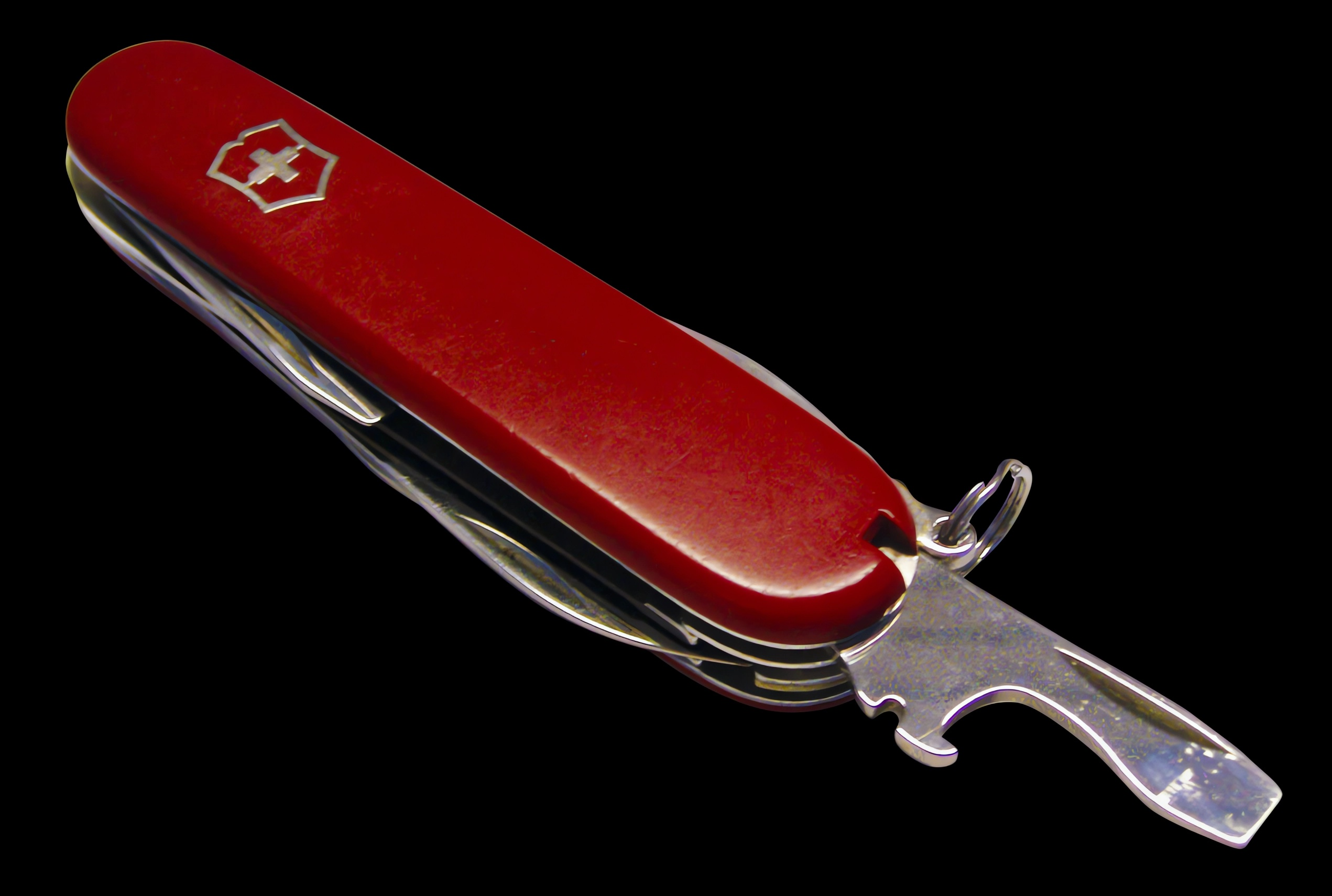
Otwieracz do butelek w scyzoryku
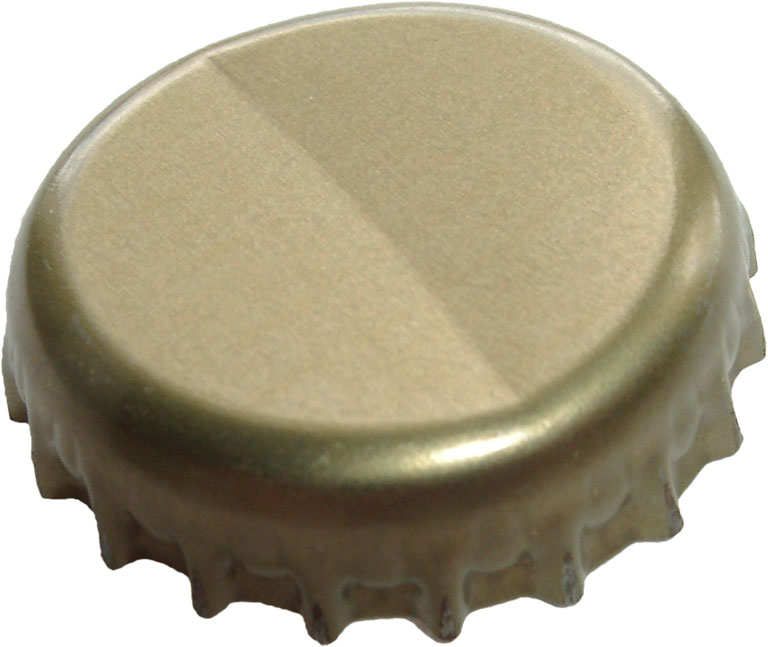
Kapsel po ściągnięciu z butelki